# Sitke
Sitke [šitke] je obec v Maďarsku v župě Vas, spadající pod okres Sárvár. Nachází se asi 8 km jihovýchodně od Sárváru, 11 km jihozápadně od Celldömölku, 33 km východně od Szombathely a asi 198 km jihozápadně od Budapešti. V roce 2024 zde žilo 690 obyvatel.
Obec Sitke vznikla roku 1946 sloučením dvou do té doby samostatných obcí Kissitke a Nagysitke (v překladu malé a velké Sitke). První písemná zmínka o vesnici zvané Sitka pochází z roku 1251.
Obcí prochází hlavní silnice 834. Nachází se zde zámek Felsőbüki-Nagy, kostel Nejsvětější Trojice v bývalém Nagysitke a kostel na kalvárii v bývalém Kissitke. U osady Hegyalja se nachází letiště. Jihovýchodně od obce protéká potok Cinca.

## Sousední obce
| Růžice kompasu |                     | Sárvár (Lánkapuszta) | Nagysimonyi  | Růžice kompasu |
| Růžice kompasu | Sárvár (Hegyközség) | Sever                | Mesteri      | Růžice kompasu |
| Růžice kompasu | Sárvár (Hegyközség) | Sitke                | Mesteri      | Růžice kompasu |
| Růžice kompasu | Sárvár (Hegyközség) | Jih                  | Mesteri      | Růžice kompasu |
| Růžice kompasu |                     | Gérce                | Vásárosmiske | Růžice kompasu |